# Arthur Retière
Pour les articles homonymes, voir Retière.
Pas d'image ? Cliquez ici

a Compétitions nationales et continentales officielles uniquement.

b Matchs officiels uniquement.
Dernière mise à jour le 18 août 2024.
Arthur Retière, né le 1er août 1997 à Dijon (Côte-d'Or), est un joueur international français de rugby à XV et à sept jouant au poste d'ailier, demi de mêlée ou arrière à l'Union Bordeaux Bègles, depuis 2024.
Il est formé au Racing 92, où il ne joue qu'un seul match en 2016. En parallèle, il est international français avec les moins de 20 ans à XV et l'équipe de France à sept. Il quitte ensuite son club formateur pour le Stade rochelais avec qui il remporte la Coupe d'Europe en 2022. Après ce premier titre, il s'engage au Stade toulousain. Avec ce club il remporte le Championnat de France en 2023 et 2024. Après deux ans passés à Toulouse, il rejoint l'Union Bordeaux Bègles avec qui il remporte de nouveau la Champions Cup en 2025.
Il est le fils de Didier Retière, ancien entraîneur du XV de France et directeur technique national et actuel directeur sportif de l'ASM Clermont Auvergne, et le frère d'Edgar Retière, joueur professionnel de rugby à XV, formé au Stade toulousain.

## Biographie

### Jeunesse et formation
Né à Dijon, Arthur Retière est le fils de Didier Retière, ancien joueur et entraîneur de rugby.

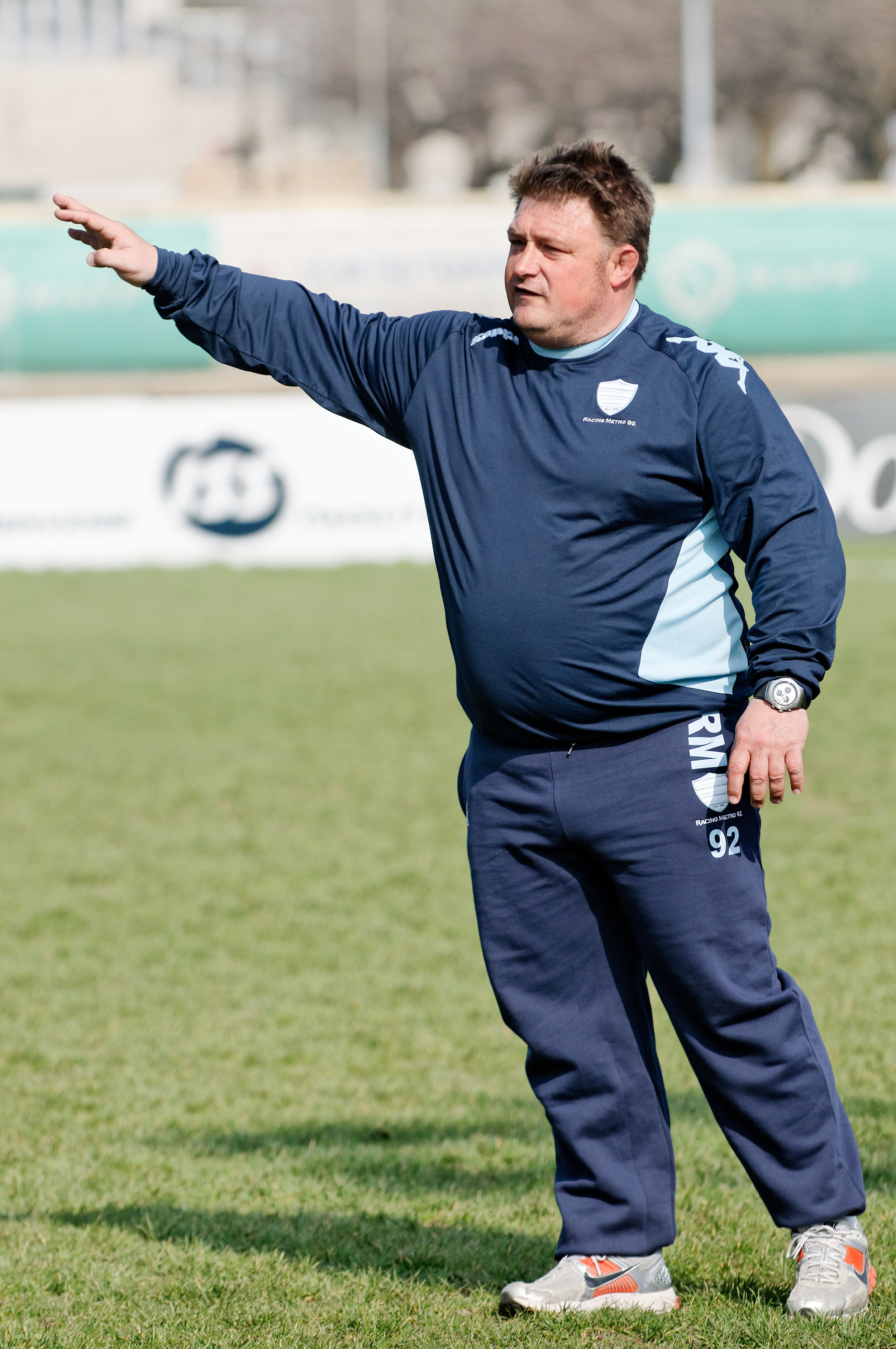
Son père Didier, ici en 2012 avec le Racing Métro 92, club où Arthur a évolué de 2015 à 2016.

Il commence le rugby à l'âge de 5 ans dans le club de la ville de Nuits-Saint-Georges en Bourgogne, aux côtés notamment de Gervais Cordin, dont il est très proche. Il intègre ensuite le pôle espoirs de Dijon, avant de rejoindre le pôle France de Marcoussis et de s'engager avec le centre de formation du Racing 92.
Arthur Retière intègre les équipes de France jeunes et est sacré champion olympique de la jeunesse en 2014 avec l'équipe de France de rugby à sept des moins de 18 ans à Nanjing, en Chine. L'année suivante, il est sacré champion d'Europe avec l'équipe de France de rugby à sept des moins de 19 ans,.
En dehors du rugby, Arthur Retière prépare un BTS Négociation et Relation Client.

### Débuts professionnels au Racing 92 et carrière à sept (2015-2016)
À XV, Arthur Retière joue avec l'équipe de France des moins de 18 ans, avec laquelle il gagne le Championnat d'Europe des moins de 18 ans en 2015, en jouant au poste d'arrière.
En début de saison 2015-2016, Arthur Retière fait partie des espoirs du Racing qui signent leur premier contrat professionnel. Plus tard, au mois de janvier 2016 alors qu'il n'a que 18 ans, il est appelé pour la première fois avec l'équipe de France de rugby à sept pour le New Zealand rugby sevens 2016. Il intègre le groupe à la dernière minute pour pallier l'absence de Pierre-Gilles Lakafia. Durant ce tournoi, il inscrit son premier essai face au Japon. Il est ensuite retenu dans le groupe pour le USA rugby sevens 2016 à Las Vegas. Profitant qu'une blessure du capitaine Terry Bouhraoua, Arthur Retière débute cinq des six matchs de l'équipe de France, inscrivant cinq essais. Auteur d'un très bon tournoi,, il n'est pas retenu pour l'étape suivante à Vancouver afin de participer au Tournoi des Six Nations des moins de 20 de rugby à XV cette fois en rugby à XV. Il joue le dernier match du tournoi, contre l'Angleterre. Il entre à la place du castrais Antoine Dupont et inscrit un essai.
Ses performances avec les maillots des équipes de France de jeunes et à sept, lui permettent de faire ses débuts avec les professionnels du Racing 92. Ainsi, au mois d'avril, il rentre en jeu lors de la vingtième journée de Top 14 face à l'Union Bordeaux Bègles (UBB), à l'issue de laquelle son équipe s'impose sur le score de 28 à 20, au stade Matmut-Atlantique de Bordeaux.

### Affirmation au Stade rochelais etXV de France(2016-2022)
Le 8 avril 2016, Vincent Merling, président de l'Atlantique stade rochelais, annonce la signature de Arthur Retière. Ce dernier choisit de rejoindre La Rochelle afin d'avoir davantage de temps de jeu. À 18 ans, il est à ce moment considéré comme l'un des plus grands espoirs du rugby français.
Pour sa première année chez les Maritimes, il réalise une saison 2016-2017 pleine où il participe à quatorze matchs de Top 14, dont sept titularisations, et sept matchs de Challenge européen (3 titularisations). Il est titularisé lors de la demi-finale de Top 14 du Stade rochelais perdue 15-18 contre le RC Toulon au Stade Vélodrome de Marseille. En fin de saison, il prolonge son contrat jusqu'en 2020 avec le club de Charente-Maritime. En parallèle de sa carrière en club, il dispute avec les Bleuets le Tournoi des Six Nations des moins de 20 ans 2017 et participe également au Championnat du monde junior de la même année, où la France termine à la quatrième place.
En 2018-2019, le Stade rochelais se qualifie pour la finale du Challenge européen. Arthur Retière participe à cinq rencontres dans cette compétition et est titulaire lors de la finale perdue face à Clermont sur le score de 36 à 16,.
Le 4 février 2020, il est appelé dans le groupe élargi de l'équipe de France de rugby à XV pour préparer le deuxième match du Tournoi des Six Nations 2020 contre l'Italie. Il ne participe cependant pas à la rencontre. Plus tard dans l'année, le 31 octobre 2020, Arthur Retière connaît sa première cape avec le XV de France. Il entre en jeu face à l'Irlande, à sept minutes de la fin du match à la place de Virimi Vakatawa, lors de la cinquième journée du de ce même tournoi, reportée à cause de la pandémie de Covid-19. La France s'impose 35 à 27.
Lors de la saison 2021-2022, marquée par de nombreuses blessures, il est sacré champion d'Europe pour la première fois avec le Stade rochelais en battant le Leinster 24 à 21. Il n'est pas titulaire lors de la finale mais entre en jeu à la 64e minute de jeu à la place de Thomas Berjon et inscrit l'essai de la victoire à la dernière minute de jeu.

### Passage au Stade toulousain (2022-2024)
Le 19 mai 2022, il s'engage avec le Stade toulousain pour trois saisons, jusqu'en 2025. Il rejoint ainsi son frère Edgar, qui vient de prolonger son contrat avec Toulouse. Il joue son premier match avec son nouveau club le 4 septembre 2022, lors de la première journée de Top 14, face à l'Union Bordeaux Bègles. Il entre en jeu à la place de Dimitri Delibes à la 58e minute. Il marque ses deux premiers essais avec le Stade toulousain à l'occasion de la septième journée de Top 14 face à Brive, match durant laquelle il inscrit un doublé.

### Transfert à l'Union Bordeaux Bègles (depuis 2024)
Alors qu'il lui reste un an de contrat avec le Stade toulousain, Arthur Retière est finalement libéré par son club. Il s'engage alors avec l'Union Bordeaux Bègles à partir de la saison 2024-2025, où il signe un contrat de trois ans, le liant à l'UBB jusqu'en 2027. Il remplace notamment Madosh Tambwe et Maël Moustin, partis au Montpellier HR. À son arrivée, il est en concurrence avec Louis Bielle-Biarrey, Damian Penaud et Enzo Reybier, arrivé en provenance d'Oyonnax,.
Le 24 mai 2025, il est remplaçant en finale de la Champions Cup au Millennium Stadium de Cardiff face aux Northampton Saints et entre dès la 22e minute à la place de Romain Buros. Les bordelo-bèglais s'imposent 28 à 20 face aux anglais et remportent ainsi le premier titre de l'histoire du club.

## Statistiques

### En club
| 2015-2016              | Racing 92              | Top 14 | 1   | -  | - | -  | - | Coupe d'Europe     | -  | -  | - | - | - |
| Total Racing 92        | Total Racing 92        | Top 14 | 1   | 0  | 0 | 0  | 0 | Coupe d'Europe     | 0  | 0  | 0 | 0 | 0 |
| 2016-2017              | Stade rochelais        | Top 14 | 14  | 1  | 4 | 2  | - | Challenge européen | 7  | 4  | - | - | - |
| 2017-2018              | Stade rochelais        | Top 14 | 8   | 3  | 2 | 3  | - | Coupe d'Europe     | 1  | -  | - | - | - |
| 2018-2019              | Stade rochelais        | Top 14 | 23  | 7  | - | 4  | - | Challenge européen | 5  | 2  | 1 | - | - |
| 2019-2020              | Stade rochelais        | Top 14 | 13  | 7  | - | -  | - | Coupe d'Europe     | 4  | -  | - | - | - |
| 2020-2021              | Stade rochelais        | Top 14 | 19  | 7  | - | -  | - | Coupe d'Europe     | 3  | 1  | - | - | - |
| 2021-2022              | Stade rochelais        | Top 14 | 9   | 3  | - | -  | - | Coupe d'Europe     | 4  | 1  | - | - | - |
| Total Stade rochelais  | Total Stade rochelais  | Top 14 | 86  | 28 | 6 | 9  | 0 | Coupes d'Europe    | 24 | 8  | 1 | 0 | 0 |
| 2022-2023              | Stade toulousain       | Top 14 | 24  | 5  | - | 1  | - | Champions Cup      | 3  | 1  | - | - | - |
| 2023-2024              | Stade toulousain       | Top 14 | 13  | 2  | - | -  | - | Champions Cup      | 2  | 1  | - | - | - |
| Total Stade toulousain | Total Stade toulousain | Top 14 | 37  | 7  | 0 | 1  | 0 | Champions Cup      | 5  | 2  | 0 | 0 | 0 |
| Total                  | Total                  | Top 14 | 124 | 35 | 6 | 10 | 0 | Coupes d'Europe    | 29 | 10 | 1 | 0 | 0 |

### Internationales

#### Équipe de France des moins de 20 ans
Arthur Retière dispute son premier match avec l'équipe de France des moins de 20 ans à l'occasion du tournoi des Six Nations des moins de 20 ans 2016 face aux anglais, match au court duquel il inscrit un essai. L'année suivante il disputera le tournoi des Six Nations des moins de 20 ans 2017 où il jouera 4 matchs et inscrira 2 essais et la Coupe du monde junior durant laquelle il jouera 3 matchs.
Arthur Retière dispute 8 matchs avec l'équipe de France des moins de 20 ans en deux saisons et marque 3 essais.

#### XV de France
Arthur Retière compte une seule sélection avec le XV de France lors du Tournoi des Six nations 2020. Il entre en jeu face à l'Irlande.

### Rugby à sept
Il participe aux World Rugby Sevens Series 2015-2016 pour la première, et participe à quatre étapes du circuit mondial. La même année il participe également à une étape du Seven's Grand Prix Series. Il joue un total de 26 matchs (pour 17 titularisations) durant lesquels il inscrit 15 essais et 12 transformations, portant son total de points à 99.

## Palmarès

### Jeune
- Champion olympique de la jeunesse en 2014
- Championnat d'Europe de rugby à sept des moins de 19 ans en 2015[7]
- Vainqueur du Championnat d'Europe des moins de 18 ans en 2015 avec l'équipe de France des moins de 18 ans[36].

### En club
- Finaliste du Challenge européen en 2019 avec le Stade rochelais.
- Finaliste de la Coupe d'Europe en 2021 avec le Stade rochelais.
- Finaliste du Championnat de France en 2021 avec le Stade rochelais.
- Finaliste du Championnat de France en 2025 avec l'Union Bordeaux Bègles.
- Vainqueur de la Coupe d'Europe/Champions Cup en 2022 avec le Stade rochelais et en 2025 avec l'Union Bordeaux Bègles.
- Vainqueur du Championnat de France en 2023 et 2024[N 1] avec le Stade toulousain.

### En équipe nationale

#### Tournoi des Six Nations
| Édition          | Rang | Résultats France | Résultats A. Retière | Matchs A. Retière |
| ---------------- | ---- | ---------------- | -------------------- | ----------------- |
| Six Nations 2020 | 2    | 4 v, 0 n, 1 d    | 1 v, 0 n, 0 d        | 1/5               |

Légende : v = victoire ; n = match nul ; d = défaite ; la ligne est en gras quand il y a Grand Chelem.